# Saint-Martin-de-Goyne
Saint-Martin-de-Goyne – miejscowość i gmina we Francji, w regionie Oksytania, w departamencie Gers.
Według danych na rok 1990 gminę zamieszkiwało 117 osób, a gęstość zaludnienia wynosiła 21 osób/km² (wśród 3020 gmin regionu Midi-Pireneje Saint-Martin-de-Goyne plasuje się na 946. miejscu pod względem liczby ludności, natomiast pod względem powierzchni na miejscu 1444.).